# ¿Por qué no te callas?
¿Por qué no te callas? (スペイン語発音: [poɾˈke no te ˈkaʎas])とは、2007年のイベロアメリカ首脳会議において、スペイン国王のフアン・カルロス1世がベネズエラのウゴ・チャベス大統領に対して放った言葉。日本語に訳すと「黙ったらどうかね？」や「どうして君は黙っていられないのかね？」のような意味になる。会議中、スペインのホセ・ルイス・ロドリゲス・サパテロ首相の演説を遮るように発言をするチャベス大統領に対し、フアン・カルロス1世が強くたしなめたものである。

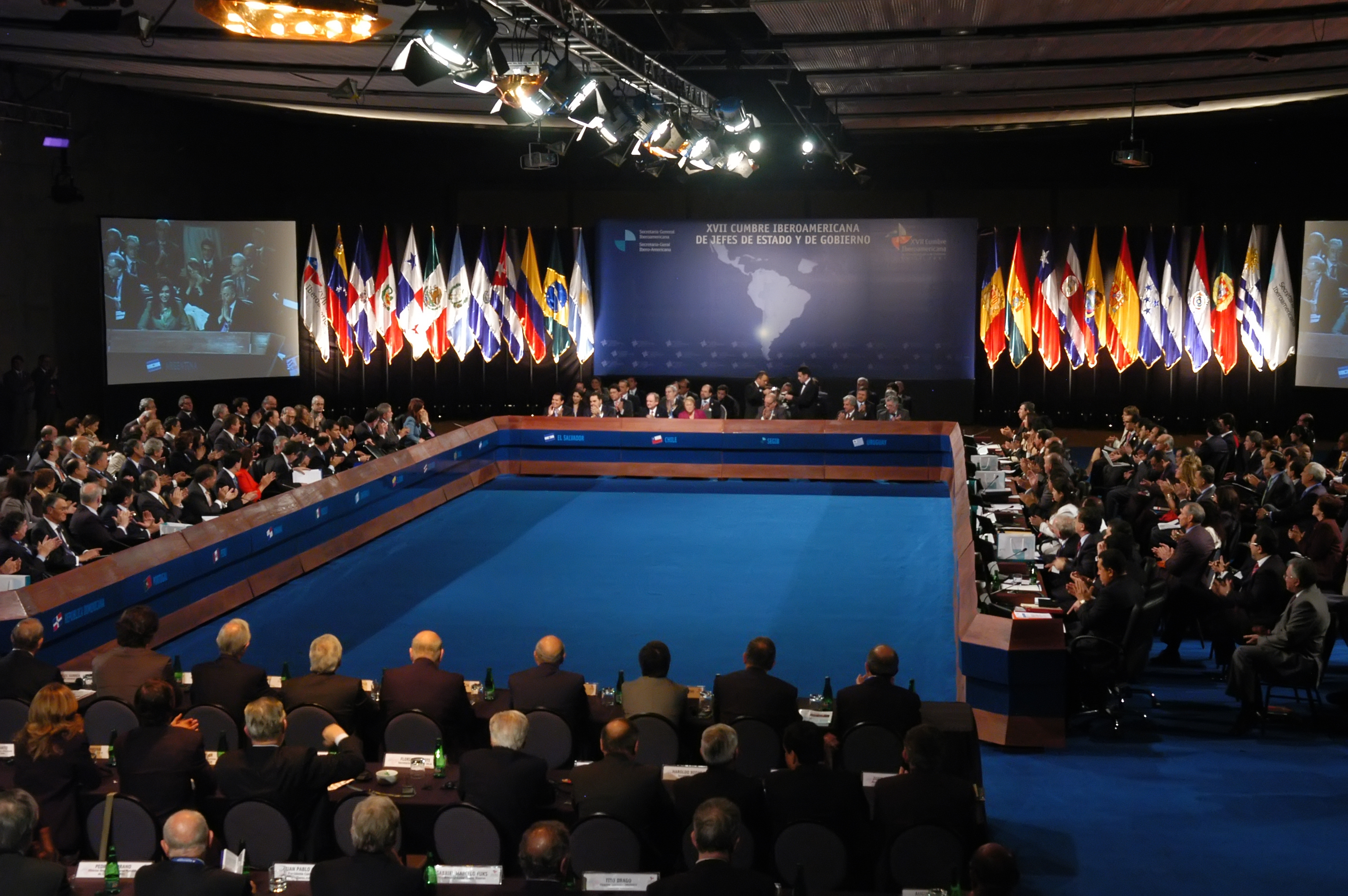
2007年のイベロアメリカ首脳会談の様子

この言葉はスペイン語圏で政治的な論議を巻き起こす一方、発言をモチーフとした携帯電話の着信メロディやTシャツが発売されるなど、大衆の間で流行語になった。

## 発言

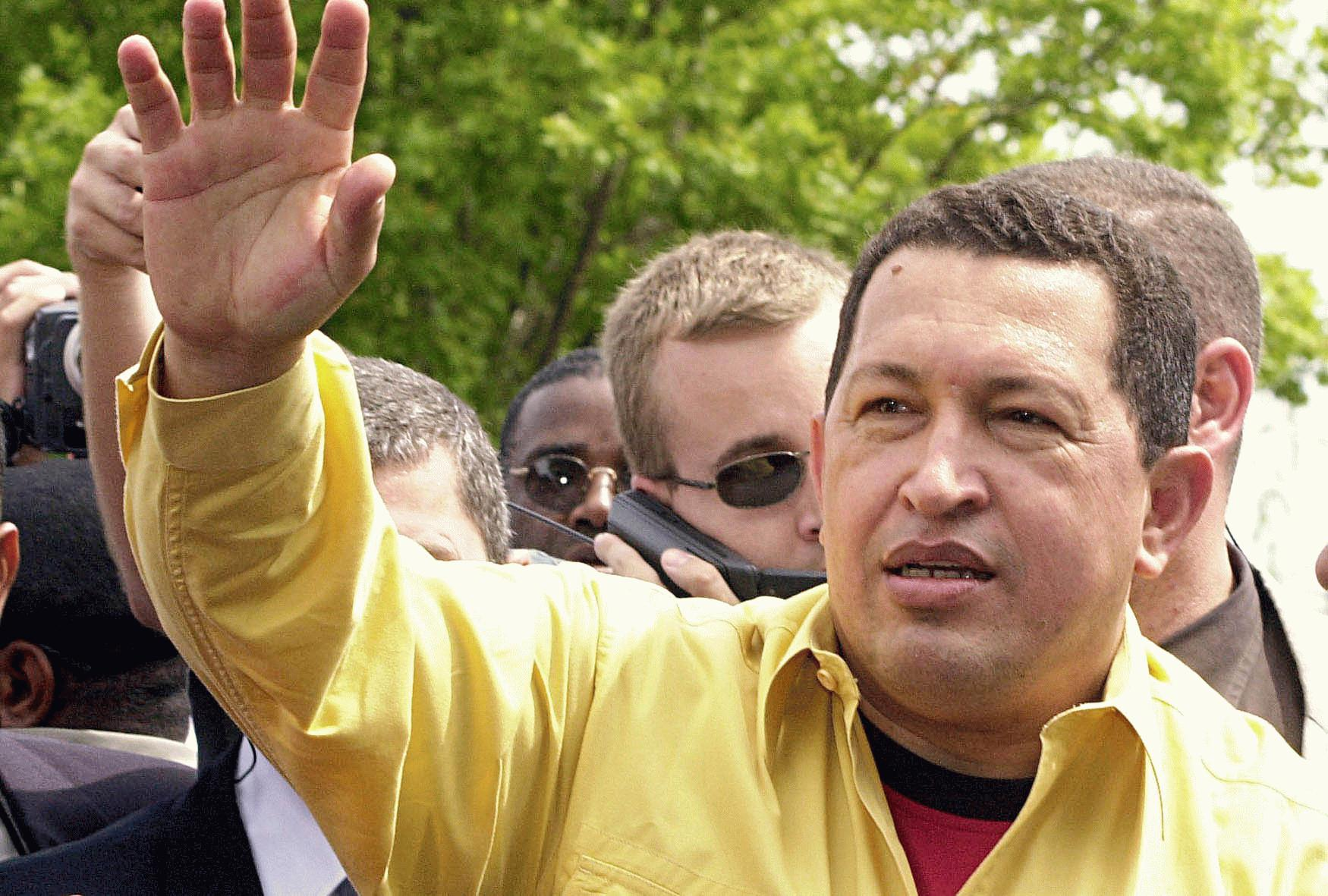
ウゴ・チャベス大統領（2003年）

2007年11月10日にチリのサンティアゴ・デ・チレで開催されたイベロアメリカ首脳会議で、スペインのサパテロ首相は「ラテンアメリカ地域が慢性的な貧困から脱却するためにはより外国資本をひきつける必要がある」と演説した。これに対しベネズエラのチャベス大統領は、「2002年に自身の失脚を狙ったクーデターにスペインのアスナール前首相が加担していた」として、サパテロの演説中にもかかわらず「アスナールはファシストだ」「アスナールより蛇のほうがまだ人間的である」などと繰り返し批判した。チャベスはサパテロがアスナールの政策に懐疑的であると思い込んでいた節もあったのか、サパテーロが「アスナール前首相は合法的に選出されており、スペイン人によって民主的に選ばれたスペインの代表者であった」とアスナールを擁護する姿勢を見せるとさらに怒りを募らせ、強い発言を繰り返した。その後、チャベスの席にあるマイクのスイッチが切られたが、彼はそのまま演説の妨害を続けた。
その時、サパテロの隣の席（チャベス側）に座っていたフアン・カルロス1世が、体を前に大きく乗り出してチャベスの方を向き「¿Por qué no te callas?（黙ったらどうかね？）」と一喝した。この際フアン・カルロス1世は、一般的に家族や友人、子供などに使われる「tú」という二人称の親称を用いたことから、国家元首から国家元首への意見というより、小さな子供をなだめ注意するようなニュアンスになってしまった。この一喝は、聴衆からは拍手を持って迎えられたものの、その後ニカラグアのダニエル・オルテガ大統領が、自国の選挙におけるスペインの干渉やニカラグアにあるスペイン系エネルギー企業についての批判を行うと、フアン・カルロス1世は途中で退席してしまった。
このように一国（しかも立憲君主制）の国王が公の場で怒りをあらわにするということは前例のないことであり、2007年はスペイン王室のイメージを暴落させる、王室にとっての「最悪の年（Annus horribilis）」となってしまったとも言われた。『ニューヨーク・タイムズ』はこの発言を「スペインと旧植民地地域とのいびつで複雑な関係を象徴するものだ」とした。

## 発言の波紋

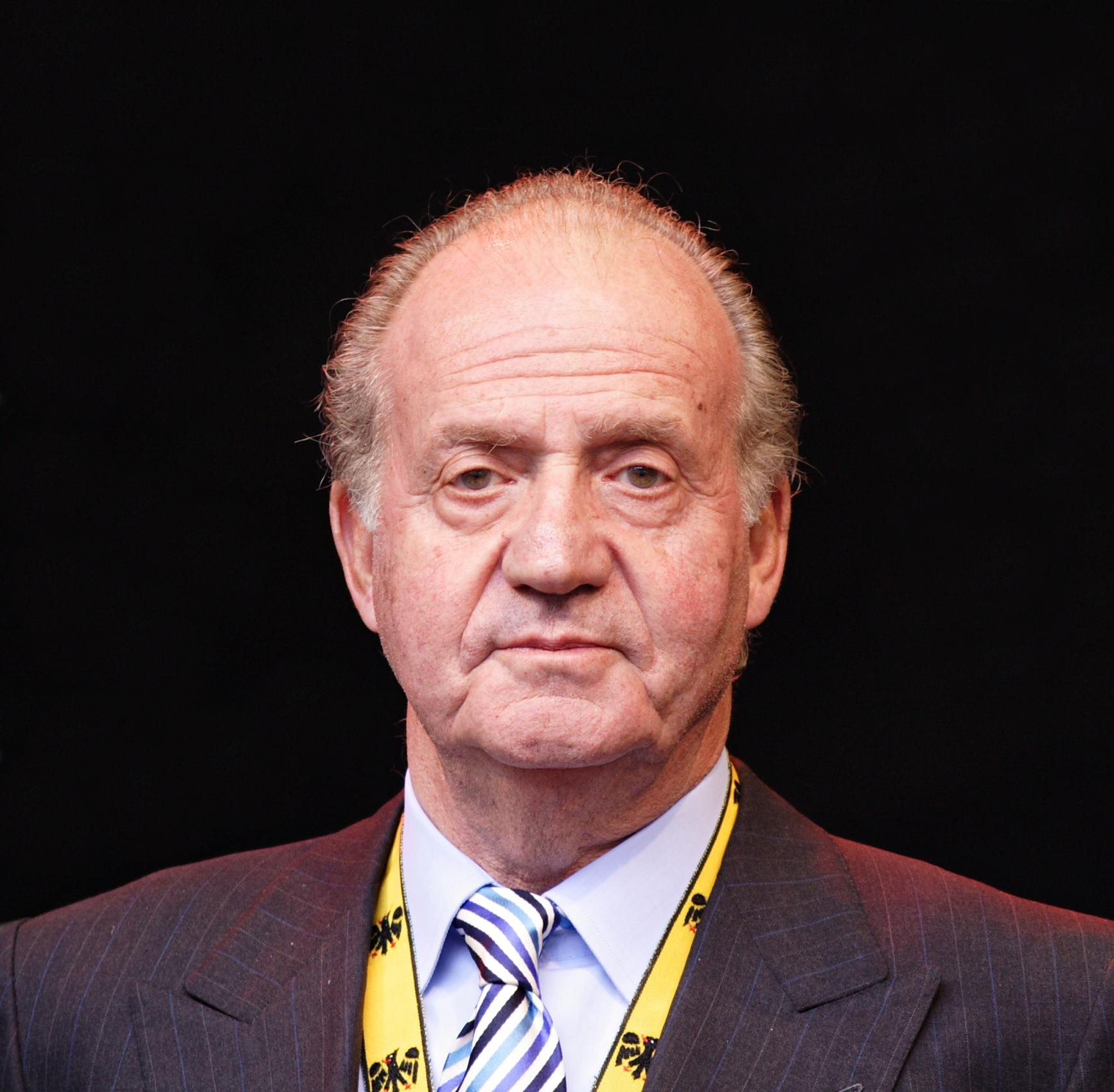
フアン・カルロス1世（2007年）

この一件のあと、チャベスはフアン・カルロス1世に対して、国王としての立場の民主的合法性や、2002年のベネズエラクーデターとスペイン政府との関わりを問う声明を発表した。その中でチャベスはアスナールに対する発言を撤回することはせず、逆に彼をアドルフ・ヒトラーになぞらえてさらに批判を強めたばかりか、ベネズエラの最大の貿易相手国且つ最大の投資元であるスペインの企業の経済活動への監視をより強めるとの意向も発表した。これに対してスペイン政府は、選挙により選出されたアスナールの名誉を守ったサパテロやフアン・カルロス1世を高く評価し、擁護する姿勢を見せた。
その数日後、チャベスはフアン・カルロス1世に謝罪を要求するとともに、国交関係の見直しやベネズエラに進出しているスペイン企業の提訴を検討していることをスペインに通告した。チャベスはスペイン帝国の植民地政策を引き合いに出し、「先住民の喉を切り裂き、体を細切れにして、持ち去っていく。それがスペイン帝国がここでしたことだ」「スペイン国王が見せた傲慢さを見れば、シモン・ボリバルによって南米諸国が独立へ導かれたことが必然と感じられる」として非難を続けた。また、ベネズエラのテレビ局は、スペインの独裁者フランシスコ・フランコとその召使フアン・カルロス1世というキャラクターが登場する風刺番組を放送したが、この番組では1978年に国民投票で君主制の維持が可決されたことや、1981年に国王がクーデター（23-F）を抑え込んだことなどは触れられていない。これに対しスペイン外務省は、それまでチャベスが攻撃対象としていた「アメリカ帝国主義」に代わって「スペイン帝国主義」が新たな攻撃対象になるのではとの危機感が生まれ、「国王の発言がスペインとラテンアメリカ諸国との関係を象徴するものということはまったくない」と高まる緊張関係を否定した。
この一件に関する南米諸国の対応も分かれ、ブラジルのルイス・イナシオ・ルーラ・ダ・シルヴァ大統領はチャベスを擁護したのに対し、ペルーのアラン・ガルシア大統領やエルサルバドルのアントニオ・サカ大統領はフアン・カルロス1世を支持した。『ロサンゼルス・タイムズ』は「がさつで礼儀知らずのチャベス大統領と、他国の国家元首を見下すフアン・カルロス1世のどちらが悪いとは言えない」という中立的な社説を載せ、『ワシントン・ポスト』は「いまスペイン語圏は大きな混乱の渦の中にある。フアン・カルロス1世は各国の首脳たちに『（どちらを支持するかについて）どうして君は喋らないのかね？』と聞いて回る必要がある」とフアン・カルロス1世の発言を引用して風刺した。

## その後のチャベス大統領
発言の1週間後、サウジアラビアのリヤドで行われるOPEC総会についてチャベス大統領がサウジアラビアに電話した際、サウジアラビアのアブドゥッラー・ビン・アブドゥルアズィーズ国王と論争になり、『ウォールストリート・ジャーナル』は「1週間で2度国王を怒らせた大統領」と報じた。これは対米政策に石油を利用しようとするチャベスに対し、親米派のアブドゥルアズィーズが「石油を政治的道具に使うべきではない」と反論したもので、その後行われたOPEC総会ではチャベスは相変わらず持論を強く展開し、ロイター通信は「彼は国王でさえも黙らせることができない。それを出来るのは膀胱だけだ」と皮肉を交えて報じた。
さらにその一週間後、チリのミシェル・バチェレ大統領はチャベスに対して、イベロアメリカ首脳会議においてあまりに過激な論調は控えるようあらかじめ申し込んでいたことを明らかにし、OPEC総会での騒動も含めて今回の件が大規模な国際問題に発展してしまったことに失望の念を表明した。

## 言葉の流行

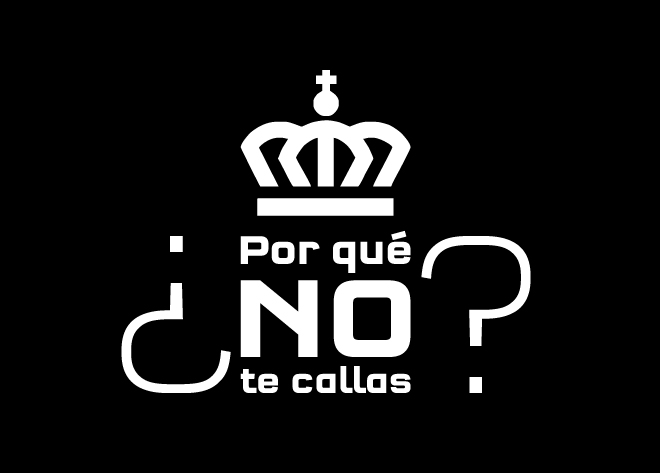
Tシャツ用にデザインされたフレーズ

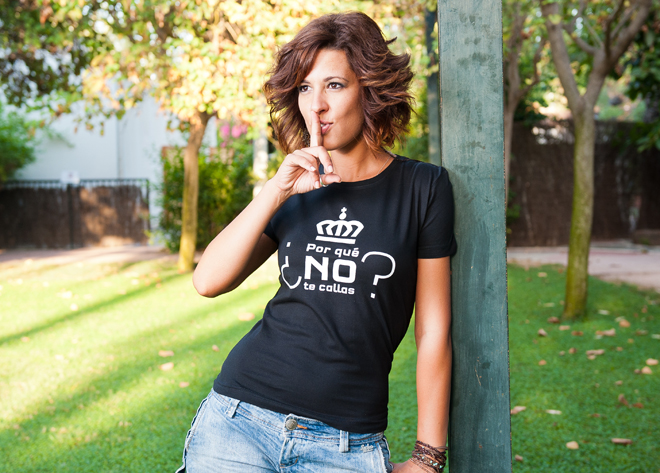
フレーズ入りTシャツを着た人

スペインのラジオのサッカー番組では、国王の発言の当日に早速このフレーズが登場している。サパテロ首相は、帰国してから長女に「¿Por qué no te callas?」と尋ねられるまで、この言葉が流行していることに気がつかなかったという。
この「¿Por qué no te callas?」というフレーズは携帯電話の着信音に使用されたり、このフレーズが印刷されたTシャツが流行したり、挨拶代わりに使われたりとスペイン本国でブームとなり、porquenotecallas.com というドメイン名はeBayでオークションにかけられ4600ドルまで値上がりした。また動画投稿サイトのYouTubeでも600本以上の動画が作られ多くの視聴者を得、国王の発言を面白おかしく改変した歌が人気を集めた。Googleでは国王の発言の3日後には「¿Por qué no te callas?」の検索に引っかかるホームページが60万ページ以上に上り、携帯電話の着信音では50万件以上がダウンロードされ200万ドル以上の売り上げを記録した。そして「いかにこの言葉を上手く言うか」といったコンテストが開かれるまでになった。
『シンシナティ・エンクワイアラー (The Cincinnati Enquirer) 』はこの発言を、アメリカのロナルド・レーガン大統領が1987年にベルリンで行った「ゴルバチョフさん、この壁を壊しなさい！（Mr. Gorbachev, tear down this wall!）」というフレーズのように歴史を動かす言葉であるという社説を載せた。『ロサンゼルス・タイムズ』は「メキシコシティからマドリードまで、スペイン語圏でこのフレーズを口にしないことは不可能だ」と報じた。『シドニー・モーニング・ヘラルド』は、「もし国王がこのフレーズに対して権利を主張したならば数百万ユーロのビジネスとして成立させることができる」とした。実際にナイキの広告ではブラジルのサッカー選手ロナウジーニョが「Juan do it. Just shut up」というフアン・カルロス1世の言葉を改変したフレーズを使用している。
ベネズエラにおけるチャベス大統領に反対する勢力の間ではこの言葉はスローガンとなり、2007年に行われた憲法改正の国民投票では、この言葉に「NO」と書かれたTシャツを着て10万人規模のデモ行進が行われた。このほかスペイン語圏のテレビ局の番組名として採用されるなど、いまだにこの発言はスペイン語圏で見受けることができる。